# Sinopodismoides prasina
Sinopodismoides prasina är en insektsart som beskrevs av Gong, J., Z. Zheng och Yong Shan Lian 1995. Sinopodismoides prasina ingår i släktet Sinopodismoides och familjen gräshoppor. Inga underarter finns listade i Catalogue of Life.